# Корли
Корли (рос. Корлы) — присілок в Псковському районі Псковської області Російської Федерації.
Населення становить 65 осіб. Входить до складу муніципального утворення Логозовська волость.

## Історія
Від 2015 року входить до складу муніципального утворення Логозовська волость.

## Населення
| 2001 | 2002 | 2010 | 2012 |
| ---- | ---- | ---- | ---- |
| 76   | ↘62  | ↘45  | ↗65  |